# Gollum
Gollum (pr. /ˈɡɔllum/) noto anche come Sméagol o Trahald, è un personaggio di Arda, l'universo immaginario fantasy creato dallo scrittore inglese J. R. R. Tolkien.
Compare con un ruolo minore nel romanzo Lo Hobbit e come protagonista che poi si rivela uno dei principali antagonisti nel seguito, Il Signore degli Anelli.
All'interno del corpus dello scrittore, Gollum è senza dubbio il personaggio più ambiguo e complesso della saga: egli è sempre in bilico, pronto a favorire l'uno o l'altro a seconda della sua propria necessità e convenienza. Il ruolo di Gollum ne Lo Hobbit è piuttosto breve, ma è di grande importanza per i fini della trama de Il Signore degli Anelli, nel quale Tolkien, rivalutata la storia di Gollum, lo rende uno dei protagonisti del romanzo. Ne Il Signore degli Anelli, Gollum svolge il ruolo di guida per i protagonisti, Frodo e Sam durante la strada verso Mordor per distruggere l'Unico Anello forgiato dall'Oscuro Signore Sauron; lo stesso Gollum, trasformatosi, era entrato in possesso di quest'ultimo oggetto (senza conoscerne le origini e il luogo da cui provenisse), ma lo perse nel corso di Lo Hobbit.
Seppur sia molto importante nel mondo fantasy di Tolkien, Gollum compare solo in due opere, ma trova spazio anche nelle Appendici, nei quali vengono aggiunti dettagli sulla sua storia prima dei fatti narrati ne Il Signore degli Anelli, quando venne in mano a Bilbo Baggins.

## Creazione e sviluppo del personaggio
Nel racconto Glip, scritto probabilmente da Tolkien intorno al 1928, appare una creatura molto simile a Gollum; secondo Douglas Allen Anderson, questo personaggio avrebbe, poi, ispirato la nascita di Gollum per Lo Hobbit.
Nella prima edizione de Lo Hobbit, Gollum si presenta come una creatura relativamente sospettosa e affamata. Egli ammette la sua sconfitta nel gioco degli enigmi con Bilbo, ma poiché non trova l'anello che gli aveva promesso come premio, che in realtà era già nelle mani di Bilbo, questi accetta semplicemente di farsi mostrare la via d'uscita, e Gollum gliela mostra.
Nel 1937, su richiesta del suo editore, Tolkien comincia il seguito de Lo Hobbit: Il Signore degli Anelli. Dal momento che si è rivelato necessario modificare la natura dell'anello, nel 1951 Tolkien, mentre è ancora impegnato nella lavorazione de Il Signore degli Anelli, pubblica una nuova edizione de Lo Hobbit, in cui il capitolo relativo al ritrovamento dell'Anello da parte di Bilbo viene modificato al fine di renderlo coerente con la trama successiva. Nella seconda edizione de Lo Hobbit, Gollum appare come un personaggio consumato e corrotto dal possesso dell'Anello, che gli ha allungato la vita in modo innaturale, e una volta intuito che Bilbo si è intascato l'Anello, giura vendetta nei suoi confronti e della sua famiglia. Nel capitolo L'ombra del passato, il secondo de Il Signore degli Anelli, apprendiamo anche che è uno Sturoi, che è una delle tre razze in cui sono divisi gli hobbit, e che è entrato in possesso dell'Anello circa 500 anni prima che Bilbo glielo sottraesse; per farlo, ha ucciso l'amico Déagol. Inoltre, scopriamo anche che, mentre stava vagando nella terra di Mordor in cerca del suo tesoro, è stato catturato dagli orchi e, dopo innumerevoli torture, ha rivelato a Sauron dove si trova l'Anello e chi lo custodisce. Sempre nel capitolo L'ombra del passato, Frodo si rammarica del fatto che Bilbo non lo abbia ucciso quando ne ebbe l'occasione, ma Gandalf lo redarguisce severamente perché secondo lui Gollum avrà ancora una parte da recitare nella storia, sia essa malvagia o benigna, e che la pietà di Bilbo deciderà il destino di molti. Alla fine, la profezia di Gandalf si avvererà: sarà infatti Gollum, sia pur involontariamente, a gettare l'Anello nel Monte Fato.

## Biografia del personaggio
(Gollum, riferendosi all'Unico Anello)

### La scoperta dell'Anello e la nascita diGollum

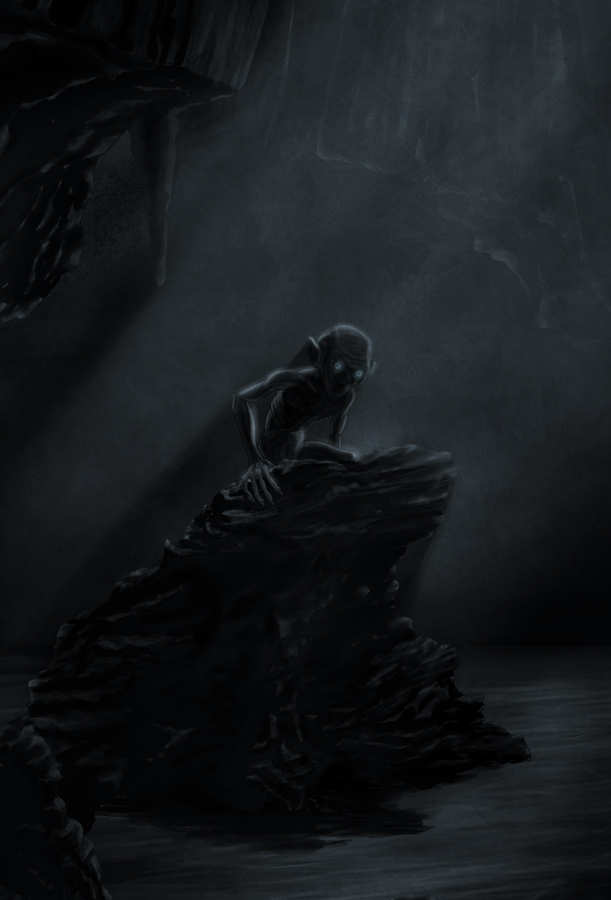
Gollum, di Argent-Sky

Nell'anno 2463 della Terza Era della Terra di Mezzo, due hobbit della gente Sturoi, Sméagol e suo cugino Déagol si recarono a pescare a bordo di una barca nel fiume Anduin, nei pressi dei Campi Iridati (Loeg Ningloron, secondo la lingua degli Elfi). Déagol, in seguito ad una caduta in acqua, vide un anello sul fondo del fiume e, attirato dal luccichio, lo afferrò. Tornato in superficie, mostrò a Sméagol la sua scoperta; ma quando questi, ammirando l'oggetto, lo chiese per sé come regalo di compleanno, Déagol rifiutò di cederglielo, e Sméagol, accecato dall'ira, lo uccise, appropriandosi dell'anello. Questo, infatti, non era un anello qualsiasi, bensì l'Unico Anello, forgiato da Sauron nel Monte Fato molti anni addietro, alla ricerca di un portatore che lo riconducesse al suo padrone. Questo oggetto gli avvelenò la mente, rendendo Sméagol del tutto dipendente da esso.
Dopo aver scoperto che l'Anello aveva il potere di rendere invisibili, Sméagol cominciò ad usarlo per commettere piccoli furti o inganni nel suo villaggio natale, e per questo venne cacciato, condannato a vagare alla ricerca di un posto dove vivere. Divenne, quindi, Gollum, il cui nomignolo gli venne dato dalla gente del suo villaggio a causa della sua abitudine di produrre un "orribile rumore di gola". La sua nuova intolleranza verso la luce del Sole e della Luna, lo portò a trovare rifugio, sette anni dopo l'uccisione di Déagol, nelle caverne delle Montagne Nebbiose. Qui, Gollum cominciò a vagare, spinto dalla sua innata curiosità, cibandosi del poco che trovava, principalmente pesci ed Orchi. Alla fine egli si stabilì definitivamente in un laghetto molto pescoso, collegato con l'esterno, dove resterà, in compagnia dell'Anello e della sua pazzia, per cinquecento anni, dimenticato dal resto del mondo. A causa della solitudine, Gollum cominciò a parlare con se stesso e con l'Anello stesso, chiamandolo "Tesoro" ("Precious" nella versione originale in inglese), e il bisogno di possederlo divenne la sua unica ragione di vita.

### L'incontro con Bilbo Baggins e il passaggio dell'Anello
Passarono quasi cinquecento anni dal ritrovamento dell'Unico e, intanto, Sauron aveva ripreso un po' del suo potere, stabilendosi a Dol Guldur, nel Bosco Atro; sentendo che il suo padrone stava risorgendo, l'Anello decise di abbandonare quella creatura che ormai non gli serviva più. Ma sulla sua strada si intromise un altro Hobbit, Bilbo Baggins, che si era perso nelle gallerie delle Montagne mentre era sulla strada per la Montagna Solitaria: egli lo trovò sul pavimento della galleria dove si era perso, e se lo mise in tasca. Poco dopo, incontrò Gollum, al quale chiese aiuto per uscire di lì; ma questi sfidò il suo ospite ad una gara di indovinelli, in cui la posta sarebbe stata la vita di Bilbo. Entrambi erano molto bravi in questo gioco, ma dopo diversi tentativi Bilbo, senza più idee, come ultimo indovinello propose a Gollum una domanda: "Cos'ho in tasca?". Gollum, tentando di rispondere, sbagliò, sancendo la vittoria di Bilbo. Tornato nella sua tana per prendere l'Anello, con l'aiuto del quale meditava di uccidere Bilbo dopo aver onorato la promessa, Gollum si rese conto che il suo amato Tesoro non c'era più; sbraitando dalla rabbia, inseguì Bilbo, intuendo che fosse in mano sua, e questi, quasi inavvertitamente si infilò l'anello al dito. Dopo aver capito che il suo aggressore non poteva vederlo, lo hobbit seguì l'inconsapevole creatura fino all'uscita, risparmiandogli la vita, sebbene avesse l'occasione di ucciderlo.

### Il Signore degli Anelli
All'inizio de Il Signore degli Anelli, ambientato circa sessant'anni dopo il termine de Lo Hobbit, si narra che Sméagol, non trovando più la sua preda, cominciò a sospettare cosa probabilmente era accaduto. Spinto dalla rabbia, dopo tre anni circa uscì dalle caverne dove aveva dimorato per così lungo tempo, e si mise alla ricerca del ladro dell'Anello. Dopo sette anni di ricerca, si diresse verso Mordor, dove nel frattempo Sauron era tornato, e ancora ventinove anni gli furono necessari per raggiungere la caverna sotto il passo di Cirith Ungol, sugli Ephel Dúath, dove incontrò Shelob, della quale si mise al servizio. Fu qui che venne catturato dagli Orchi e portato a Barad-dûr, dove venne torturato affinché rivelasse dove si trovava l'Anello; poiché Bilbo era stato così ingenuo da rivelare a Gollum la sua patria, La Contea, non fu difficile per Sauron avere le informazioni che voleva. Quindi Sméagol, provato dalle torture, fu lasciato andare e venne trovato da Aragorn nelle Paludi Morte; costui lo portò da Thranduil, re degli Elfi del Bosco Atro, affinché lo custodisse; ma anche al vigile occhio degli Elfi, impietositi dalla sorte di Gollum, egli riuscì a sfuggire, lasciando perdere le sue tracce e trovando rifugio nelle miniere di Moria. Non riuscendo a ritrovare l'uscita nell'intrigo delle sue gallerie, rimase intrappolato per diversi giorni, fino a quando un rumore di passi attirò la sua attenzione: la Compagnia dell'Anello stava infatti passando di là, ed egli cominciò a seguirla, attirato dalla presenza dell'Anello, per molti giorni, trovando finalmente l'uscita e raggiungendo i boschi di Lothlórien, dove riuscì quasi ad aggredire Frodo Baggins, il nuovo portatore del suo Tesoro.

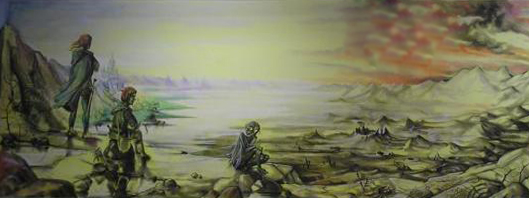
Illustrazione del viaggio di Gollum, Frodo e Sam verso Mordor.

Non dandosi per vinto, Gollum seguì la Compagnia sull'Anduin e quindi Frodo e Sam sugli Emyn Muil, fin quando una notte si decise ad attaccarli. Ma i due, consapevoli d'essere seguiti, riuscirono a neutralizzarlo; Frodo decise di risparmiargli la vita, e in cambio egli giurò di servire il nuovo padrone dell'Anello, e di condurlo a Mordor. Per quattro giorni li guidò attraverso gli Emyn Muil e le Paludi Morte, fino al Morannon, dove suggerì ai due di intraprendere una via più sicura, la stessa che aveva usato lui tempo addietro per raggiungere la tana di Shelob; infatti, essendo venuto a sapere che l'intento di Frodo era quello di distruggere il suo Tesoro, cominciò a meditare su come ucciderlo. Fu pochi giorni più tardi che Frodo e Sam furono rapiti da alcuni Uomini di Gondor, comandati dal capitano Faramir, ai quali Gollum riuscì a sfuggire. Errando solo tra gli alberi, trovò uno stagno, nel quale si mise a caccia di pesci, ma infine venne anch'egli catturato da Faramir; fu condannato a morte, ma per intercessione di Frodo, che ebbe ancora una volta pietà di lui, venne risparmiato. Rilasciati da Faramir, convinto delle loro buone intenzioni, i tre raggiunsero Minas Morgul e la Scala Tortuosa, il sentiero che conduce a Cirith Ungol, lungo il quale Sméagol li guidò. Giunti in cima alle scale, Gollum si recò da Shelob per informarla della presenza dei due Hobbit, e lasciare a lei l'incombenza di ucciderli; morto il portatore, egli infatti progettava di riprendere l'anello per sé.
Ma, resosi conto che i due erano riusciti a sfuggirgli, continuò a seguirli di nascosto nella desolazione di Mordor, fino a che non giunsero alla Voragine dove l'Unico fu creato da Sauron. Irretito infine dal suo potere, Frodo rifiutò di gettarlo, e si infilò l'Anello al dito, rendendosi invisibile; ma Gollum, balzato dal suo nascondiglio, si mise a lottare contro l'invisibile Hobbit, riuscendo infine a staccargli con un morso il dito nel quale era infilato l'Anello. Saltando per la felicità di essersi rimpossessato del Tesoro, mise un piede in fallo, cadendo nel baratro infuocato dell'Orodruin, e portandosi dietro l'Anello, salvando involontariamente la Terra di Mezzo dal potere di Sauron.

## Descrizione del personaggio

### Aspetto fisico ed età

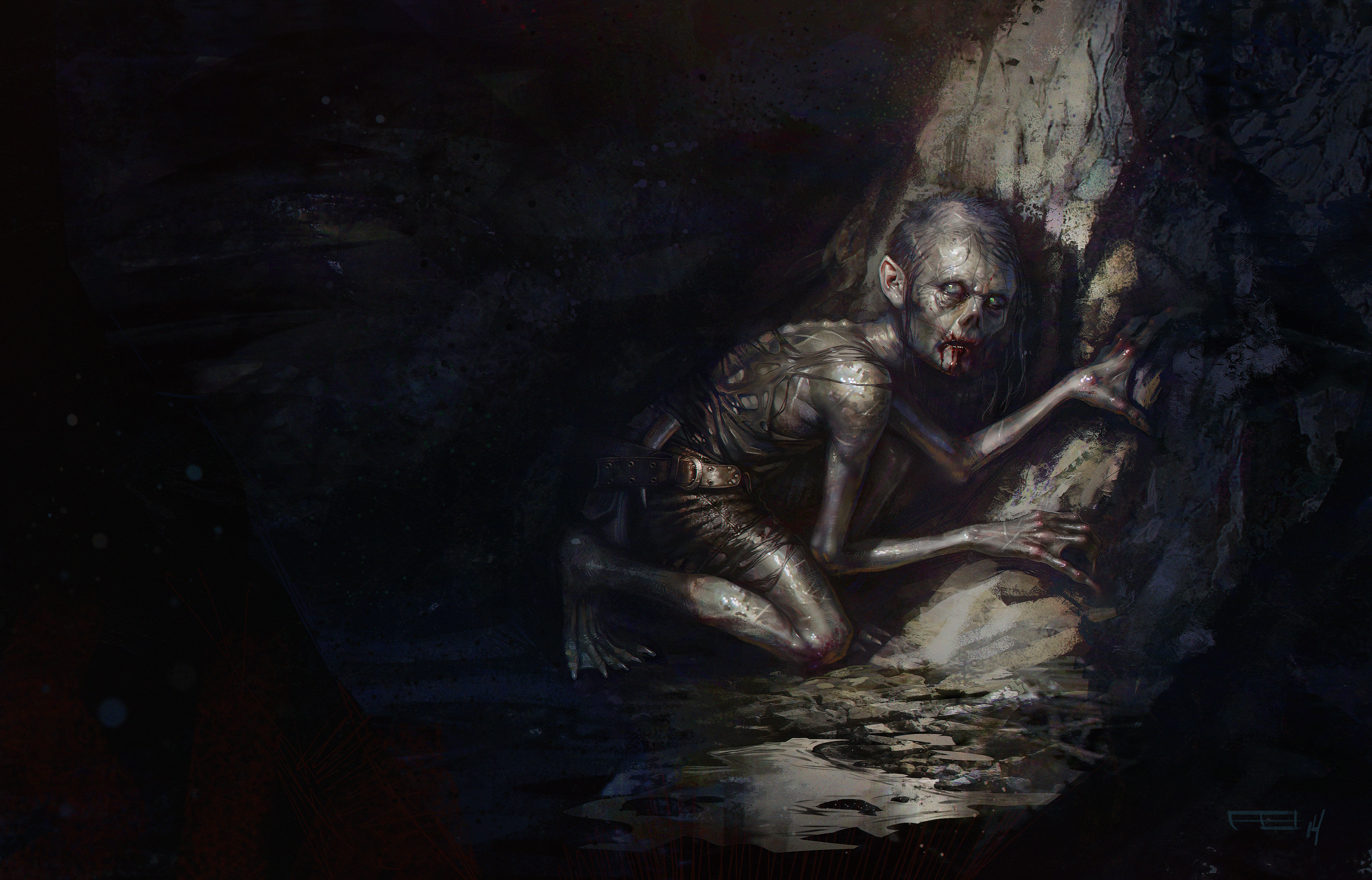
Gollum's Journey commences, di Frédéric Bennett

Nella prima edizione de Lo Hobbit Tolkien non fece riferimenti alla grandezza di Gollum, per cui molti disegnatori lo raffigurarono molto grande Quando l'autore si rese conto dell'omissione, nelle successive edizioni chiarì che la sua altezza non doveva superare quella degli Hobbit, e ne "Il Signore degli Anelli" lo descriverà poco più alto di Sam. Gollum è descritto usando aggettivi come "scuro", "del colore delle ossa" o "giallo pallido": ad un certo punto uno degli Uomini dell'Ithilien scambia la sua sagoma con quella di uno "scoiattolo nero e senza coda" In un manoscritto scritto come "guida" all'aspetto dei suoi personaggi, Tolkien spiega quest'apparente contraddizione dicendo che Gollum ha una pelle chiara, ma che i suoi vestiti sono scuri, e che spesso è visto in mancanza di luce..
Sebbene, infatti, sia nelle rappresentazioni de Lo Hobbit sia nelle trasposizioni cinematografiche de Il Signore degli Anelli Gollum sia ritratto spesso nudo o con un perizoma, nello Hobbit si dice chiaramente che Gollum aveva un vestito, nelle tasche del quale teneva delle rocce appuntite, denti di Orco, conchiglie e un pezzo di ala di pipistrello. Oltre ad essere piccolo e molto magro, Gollum ha i piedi palmati e solamente sei denti.
Alla sua morte, Gollum dovrebbe avere un'età tra i 570 e i 600 anni; questa età, straordinaria per un comune essere della sua specie, è dovuta all'Unico Anello, il quale lo rendeva pressoché immortale e non lo faceva invecchiare, come per Bilbo Baggins, che non è invecchiato per tutto il tempo in cui ha tenuto l'anello.

### Aspetti caratteriali

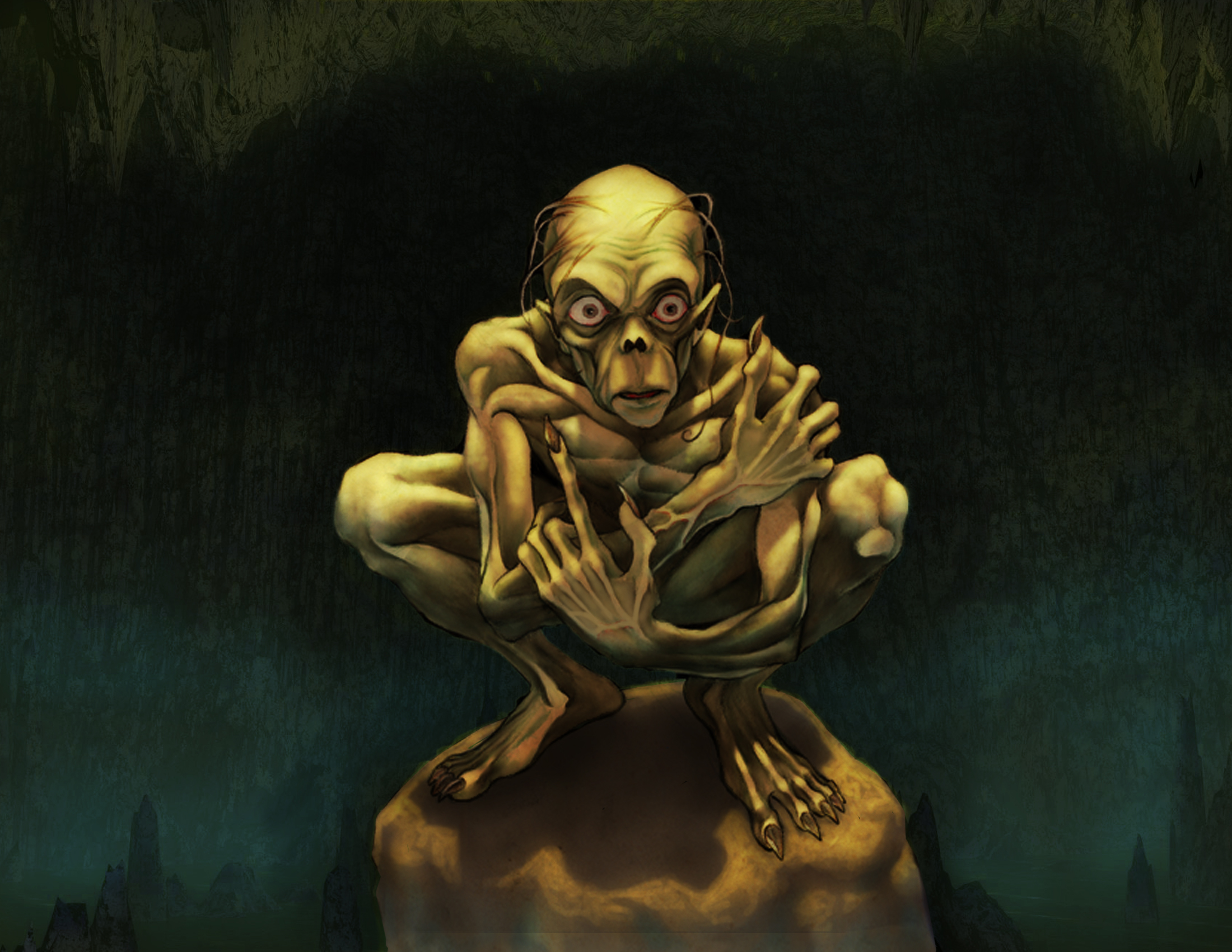
Gollum, di Daniel Govar

Prima di diventare Gollum, Sméagol era molto simile ad uno Hobbit per quanto riguarda l'aspetto e il carattere. Proprio come questi ultimi, Sméagol aveva una grande passione per gli ambienti fluviali, per le gite in barca e conosceva un mucchio di indovinelli. Viene descritto da Gandalf come "la persona più curiosa e intrigante della famiglia", amava tuffarsi negli stagni profondi, scavare sotto gli alberi e forare gallerie nelle montagnole.
Dopo essere entrato in possesso dell'Unico Anello, Tolkien lo descrive ne Lo Hobbit come "un essere miserabile e malvagio", molto furbo e violento. Nonostante queste caratteristiche, il personaggio è solito frignare per sconfitte o per situazioni a lui sfavorevoli (come, ad esempio, la perdita dell'Anello ne Lo Hobbit). Mentre era in possesso dell'Anello, Sméagol sviluppò una sorta di personalità dissociata: da una parte Sméagol, che ancora ricordava la sua vita passata e valori come amicizia ed amore, e dall'altra Gollum, del tutto schiavo dell'Anello e della sua volontà, in grado di fare di tutto pur di riportarlo a sé. Nel corso del romanzo, egli è sempre diviso ed in bilico tra queste due opposte identità, che spesso parlano e discutono tra loro. Essendo stato l'Anello la causa dell'allontanamento di Sméagol dal suo popolo, quest'ultimo odia profondamente l'oggetto, ma allo stesso tempo, la sua controparte malvagia, Gollum, lo ama e lo desidera costantemente: «Lui odia e ama l'anello, proprio come odia e ama se stesso». Nonostante la parte malvagia sia sempre etichettata come la più forte, Gandalf rivela che la parte buona di Gollum aveva dimostrato di essere molto più robusta ed era riuscita, seppur per poco, a reggere la pressione di quella malefica.
Il possesso dell'Unico Anello ha provocato a Gollum un aumento della capacità di percezione. Inoltre, probabilmente a causa della sua lunga permanenza nella profondità delle montagne, che ne ha ridotto le capacità visive, i suoi altri sensi - in particolare udito e olfatto - sembrano maggiormente sviluppati. Sempre a causa di ciò, o forse anche per la somiglianza che egli vi ravvisa con l'occhio di Sauron (come disse Gandalf), odia la luce del Sole e della Luna (che chiama rispettivamente "faccia gialla" e "faccia pallida") e, se gli è possibile, evita di esporvisi. Nonostante il suo aspetto emaciato, possiede una forza notevole, che gli permette di lottare senza difficoltà anche contro Frodo e Sam. In tale occasione, la sua morsa viene definita "molle ma terribilmente forte" Gollum è inoltre descritto come esperto nuotatore e abile barcaiolo; oltremodo goloso di pesci, preferisce mangiare la carne (e il cibo in genere) cruda. Inoltre rifiuta di mangiare, come di toccare, le cose fatte dagli Elfi, gli "Elfi terribili dagli occhi luminosi", le quali apparentemente gli provocano una vera e propria reazione di dolore fisico.

### Nome
Il vero nome di Gollum in Ovestron è Trahald, che avrebbe il significato di "scavare un buco, strisciare" oppure "adatto a infilarsi in un buco". Il nome Sméagol, invece, deriva forse da una parola in antico inglese, ossia smygel, con il medesimo significato, cioè "buco, solco", ma non ha niente in comune con "smial", ovvero i corridoi o tunnel delle case hobbit.
Sulla pronuncia del nome Sméagol non c'è ancora accordo; nell'adattamento per la radio che fece la BBC nel 1981, nel film d'animazione di Ralph Bakshi del 1978 e nella trilogia di Peter Jackson, è pronunciato /ˈsmiːɡɒl/, sebbene nelle sue registrazioni originali, Tolkien pronunciasse indistintamente sia ˈsmiːgɒl che /ˈsmiːæɡɒl/. Tolkien aveva l'abitudine di mettere i segni diacritici in posizioni variate rispetto alle regole (ad esempio, il nome Eärendil va pronunciato come se fosse scritto Ëarendil), perciò, poiché la parola sméagol ha forti somiglianze con il verbo antico inglese smēaġan, "riflettere", è possibile che l'accento acuto sulla e rappresenti la macron dell'antico inglese, rendendo la pronuncia corretta /ˈsmiːæɡɒl/. Inoltre ci sono diverse persone convinte che la pronuncia corretta del nome dovrebbe essere /ˈsmɛːɑɡɒl/, ossia come lo leggerebbe un madrelingua italiano. Questa interpretazione è probabilmente scorretta, e deriva da un errore nella considerazione dell'accento sulla e: infatti, anche se Tolkien avesse voluto far pronunciare le lettere e ed a distinte l'una dall'altra (cosa non del tutto ovvia, poiché in nessun sistema di scrittura esiste un accento acuto facente funzioni di una dieresi), in antico inglese, probabilmente, come in inglese moderno, la e si pronunciava i. In ogni caso bisogna ricordare che le regole di pronuncia riportate nelle Appendici de Il Signore degli Anelli riguardano solo le lingue elfiche, e non l'antico inglese usato per rappresentare l'Ovestron; è per il fatto che non abbiamo chiare indicazioni dell'autore, che sulla pronuncia delle lingue non elfiche esistono insicurezze di questo tipo.

## Accoglienza e similitudini con altri personaggi letterari

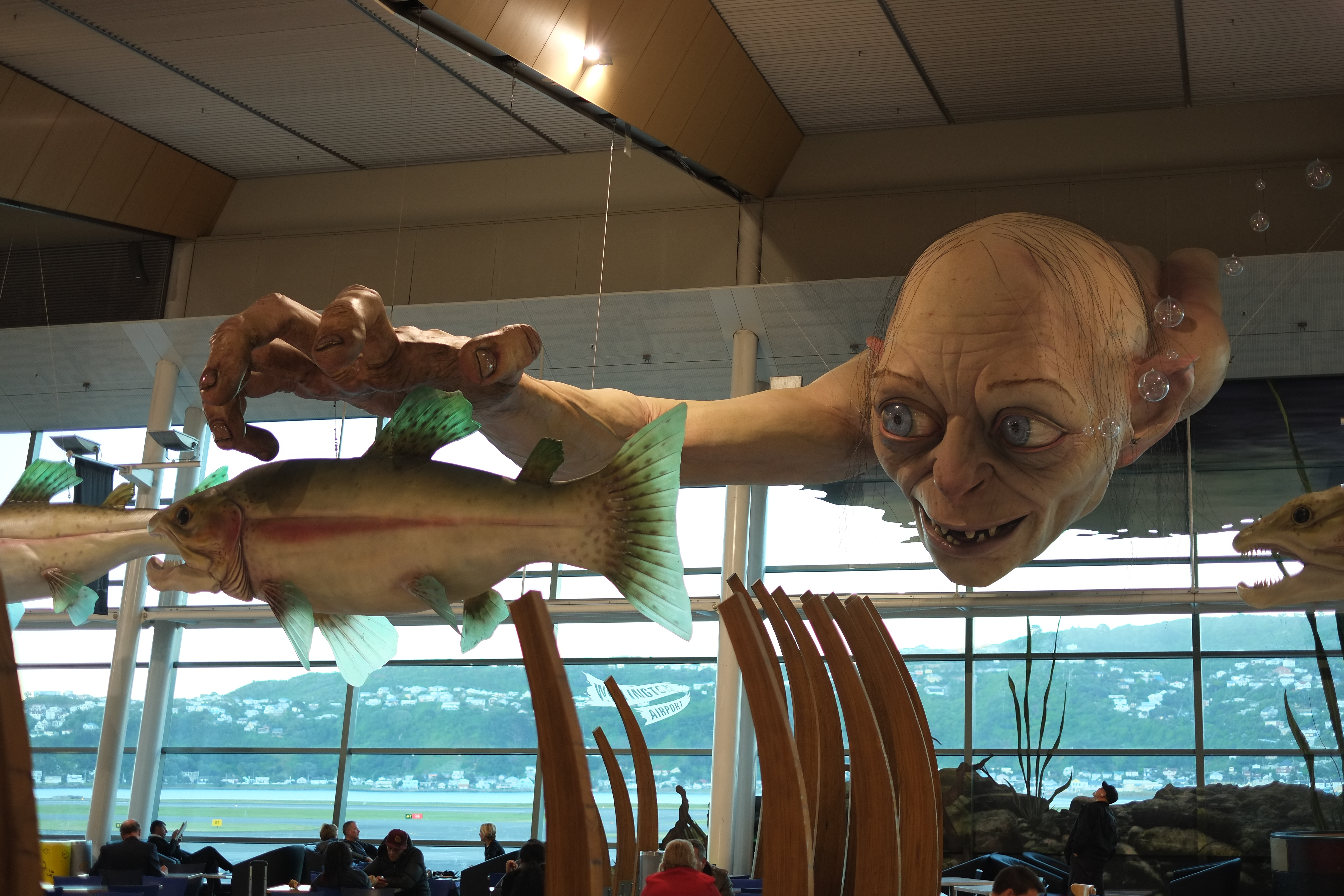
Scultura di Gollum all'aeroporto di Wellington, in Nuova Zelanda.

Il personaggio di Gollum è stato, molto spesso, oggetto di numerose analisi. Thomas Honegger fa notare che il suo stile di parola è a metà strada tra quello di un serpente e quello di un neonato. Principalmente, il personaggio di Gollum incarna l'oscurità dell'Unico Anello e, invece, secondo altre critiche, viene definito come l'unione simbolica tra Sauron e il suo alter ego Sméagol. Per Verlyn Flieger, Gollum è stato definito uno dei personaggi più memorabili della narrativa del ventesimo secolo.
Gollum è spesso paragonato a Grendel, antagonista del poema Beowulf di cui Tolkien era un grande ammiratore. Entrambi sono molto simili nell'aspetto e condividono uno stile di vita praticamente identico. Gollum è anche simile a Caino, personaggio biblico nonché, nella finzione letteraria, antenato di Grendel: entrambi uccidono un loro parente (Déagol per Gollum e Abele per Caino) e vengono scacciati dalla loro famiglia.
In una delle sue lettere al figlio Christopher, Tolkien paragona il rapporto tra Sam e Gollum a quello tra Ariel e Calibano, due personaggi della commedia La tempesta di William Shakespeare. Gollum è stato paragonato anche a Gagool, che compare nel romanzo Le miniere di re Salomone e ai Morlocchi (Morlock nell'originale), esseri mostruosi e ripugnanti che vivono nelle viscere della terra che appaiono nel romanzo La macchina del tempo.
Un'altra somiglianza con Gollum si ha nel personaggio del drago Fáfnir, uno degli antagonisti della Saga dei Völsungar; come il drago, anche Gollum viene corrotto dalla cupidigia e dall'avidità, e trasformato in un essere mostruoso, che vive solo e soltanto per proteggere il suo bene più prezioso, l'Anello.
Ne Il Signore degli Anelli, Gollum trova un altro personaggio simile a lui nel carattere, ovvero Grima Vermilinguo: entrambi i personaggi, infatti, sono succubi delle forze del male ed entrambi tradiscono i loro rispettivi padroni.

## Adattamenti
Gollum è apparso in molti adattamenti cinematografici e radiofonici de Il Signore degli Anelli. Nel 1952, Gollum venne doppiato da Tolkien stesso in una registrazione fatta insieme a dei suoi amici. Tale registrazione venne, successivamente pubblicata nel 1975 e Tolkien rimase molto soddisfatto della sua prestazione vocale, così come anche la maggior parte della critica.
Il primo adattamento è quello prodotto dalla BBC Radio nel 1956, in cui Gollum era doppiato da Gerik Schjelderup, che però non riscosse il successo sperato; persino Tolkien rimase deluso dell'opera.

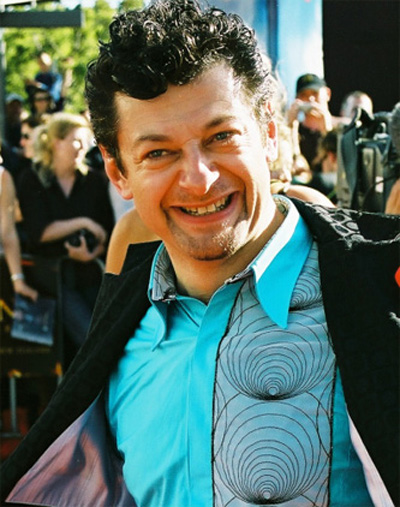
Andy Serkis alla prima del film Il Signore degli Anelli - Il ritorno del re a Wellington, Nuova Zelanda.

Il primo lungometraggio nel quale fu rappresentato Gollum è stata la versione animata de Lo Hobbit della Rankin/Bass, nel 1977, e quella, sempre della medesima casa di produzione, de Il ritorno del re, nel 1980, in cui la voce del personaggio era affidata a Theodore Gottlieb. Ne Lo Hobbit, il personaggio è una creatura di colore verde somigliante ad una sorta di rana gigante con enormi occhi bianchi senza iridi, difatti, nella prima edizione de Lo Hobbit Tolkien non fece riferimenti alla grandezza di Gollum, per cui molti disegnatori lo raffigurarono molto grande. Quando l'autore si rese conto dell'omissione, nelle successive edizioni chiarificò che la sua altezza non doveva superare quella degli Hobbit, e ne Il Signore degli Anelli lo descriverà poco più basso di Sam.
Nella versione animata di Ralph Bakshi, del 1978, la voce di Gollum è invece affidata a Peter Woodthorpe, e fu animato tramite la tecnica del rotoscopio e il suo nome nell'edizione italiana viene pronunciato Gollam. Nel film appare scuro, pelato ed emaciato.
Nella trilogia e in Lo Hobbit - Un viaggio inaspettato di Peter Jackson, infine, Gollum è una immagine generata al computer, la cui voce e i cui movimenti sono stati affidati all'attore Andy Serkis. Il personaggio CGI è stato creato seguendo le caratteristiche facciali di Serkis, mentre i suoi movimenti sulla pellicola sono stati riprodotti utilizzando un misto tra la motion capture, in cui le movenze dell'attore sono state convertite in immagini digitali, e il tradizionale processo di keyframing, a partire da un pupazzo digitale creato da Jason Shleifer e Bay Raitt. Il processo di creazione del personaggio è stato molto lungo, e ha richiesto il lavoro di un gran numero di artisti digitali. Ne Ritorno del Re, Serkis appare in carne ed ossa, in un flashback, come Sméagol prima che l'Anello lo trasformasse in Gollum. Per la sua interpretazione, Serkis ha vinto ai MTV Movie Awards come "miglior performance virtuale" e il personaggio di Gollum è stato protagonista di diversi sondaggi di popolarità, dove si è classificato al 62º posto nella lista dei 100 migliori cattivi del cinema, della televisione, dei fumetti e dei videogiochi secondo la rivista Wizard e al 13º posto tra i migliori 100 personaggi cinematografici secondo Empire.
Gollum è apparso anche nel fan film di The Hunt for Gollum sempre come immagine generata al computer.

## Riferimenti a Gollum in altri media
- In South Park, l'infermiera Gollum prende il nome proprio dall'orribile mostro, avendo una deformità spiegata nell'episodio 02x05. Inoltre, nell'episodio 06x13 (intitolato Il ritorno della Compagnia dell'Anello alle Due Torri e parodia della trilogia) Butters, dopo la visione di un film porno, comincia ad avere comportamenti simili a quelli di Gollum e segue Stan, Cartman, Kyle e Kenny (che stavano riportando il film al videonoleggio) per reimpossessarsene.
- In A tutto reality: Il tour, Ezekiel diviene uno zombie simile a Gollum, per vendicarsi della sua precoce eliminazione. La scena in cui Ezekiel cade nel vulcano bruciando il milione di dollari, evoca chiaramente la morte di Sméagol nel baratro.
- In Futurama - Il gioco di Bender, Fry si trasforma in Gollum perché viene corrotto dal dado del potere.
- In American Dad!, Roger l'alieno accompagna Stan Smith ed il figlio Steve a restituire la sua medaglia d'oro della squadra del Miracolo sul ghiaccio, vinta illegalmente per doping, al Comitato Olimpico Internazionale in Svizzera. Lì, Roger, visto l'affetto che prova verso la medaglia, assume le sembianze ed il carattere di Gollum. I tre personaggi, durante il viaggio, ripercorrono in chiave parodistica alcune scene della trilogia.
- Nella diciassettesima puntata della terza stagione di The Big Bang Theory Sheldon Cooper, entrato in possesso dell'anello usato nelle riprese dei film di Peter Jackson, sogna se stesso trasformato in Gollum.
- Gollum viene parodiato anche in Fanboy & Chum Chum da Fanboy.
- Gollum è oggetto di citazione nel personaggio del Re Ghiaccio, il principale antagonista della serie animata Adventure Time: similmente a Gollum, il Re è entrato in possesso di un oggetto pregno di una malefica magìa (nel suo caso, la sua corona), che lo trasforma fisicamente e lo rende mentalmente instabile.
- Nella serie I Dalton, nello speciale Le vacanze dei Dalton, Zio Bill a un certo punto dice: "No! Non toccare, è il mio tesssoro!"
- Gollum viene citato nella canzone Ramble On contenuta nell'album Led Zeppelin II del gruppo rock inglese Led Zeppelin.
- Nel film Le follie di Kronk del 2005 (seguito del classico Disney Le follie dell'imperatore) il vecchietto Rudy, appropriatosi della fialetta contenente il "filtro di Yzma", esclama "Il mio tesssoro! Il tesssoro lo teniamo tutto per noi!".
- Nella serie New Looney Tunes, nell'episodio 30 della prima stagione, Bugs Bunny assume l'aspetto di Gollum per ingannare due troll che vogliono divorarlo.